# Il segreto del mio successo
Il segreto del mio successo (The Secret of My Success) è un film commedia del 1987 del regista Herbert Ross, con Michael J. Fox.
Nelle scene iniziali del film fanno una breve comparsa anche le modelle Cindy Crawford, Linda Evangelista e Tatjana Patitz.

## Trama
Brantley Foster è un neolaureato della Kansas State University che dalla fattoria familiare si trasferisce a New York City, dove ha accettato un lavoro iniziale come finanziere. All'arrivo però scopre che l'azienda per la quale avrebbe dovuto lavorare è stata rilevata da una società rivale. Di conseguenza, Brantley viene licenziato prima ancora di iniziare il lavoro.
Dopo diversi colloqui senza successo per ottenere un altro lavoro, perché sovra o sotto qualificato e privo di esperienza, Brantley finisce per lavorare nell'ufficio postale della Pemrose Corporation, il cui amministratore delegato è un suo lontano parente acquisito che lui chiama “zio”, Howard Prescott. In realtà la Pemrose è stata fondata dal suocero di Howard; Howard ha ricevuto la presidenza della compagnia soltanto sposando la figlia del suo capo, Vera Prescott.
Dopo aver esaminato i rapporti dell'azienda, Brantley si rende conto che Howard e la maggior parte dei "colletti bianchi" (dirigenti) stanno prendendo decisioni inutili o dannose. Notato un ufficio vuoto nell'edificio a causa di uno dei frequenti licenziamenti di Howard, Brantley usa il suo accesso all'ufficio postale e la sua comprensione dei processi aziendali per crearsi l'identità di Carlton Whitfield, un nuovo dirigente, di 
cui assume il ruolo.
Mentre si occupa di due lavori contemporaneamente (passando dall'abbigliamento casual agli abiti da lavoro in ascensore), Brantley comincia anche una relazione romantica con Christy Wills, una collega maga finanziaria che si è recentemente laureata ad Harvard. Un giorno Brantley incontra Vera Prescott e l'accompagna a casa in una limousine aziendale (su richiesta del suo datore di lavoro). Giunti alla villa lei lo convince a rimanere per una nuotata e lo seduce. All'arrivo di Howard, Brantley e Vera si rendono conto di essere imparentati attraverso il matrimonio. Vera ha sedotto Brantley solo per vendicarsi di suo marito per aver avuto una relazione con una donna nel suo ufficio. Brantley si riveste quindi il più velocemente possibile e fugge per un pelo dalla villa senza essere notato da Howard.
Howard, all'insaputa di Brantley, ha una relazione con Christy. Quando Howard le chiede di spiare Carlton Whitfield, che potrebbe essere una spia aziendale per Donald Davenport, Christy si innamora di "Whitfield", non sapendo che in realtà è Brantley. La Pemrose Corporation si sta preparando per un'imminente acquisizione da parte della Davenport Corporation. Se la Davenport Corporation assorbisse la Pemrose, tutti i lavoratori verrebbero licenziati. Howard, ignaro del fatto che Whitfield e Brantley siano la stessa persona, sospetta che "Whitfield" sia una spia per l'incursore aziendale Davenport. La doppia identità di Brantley viene scoperta quando lui, Christy, Vera e Howard finiscono nella stessa camera da letto dopo una festa a casa di Howard a cui partecipano tutti e quattro. Brantley e Christy mettono fine alla loro nascente relazione e Brantley viene licenziato dal lavoro che svolgeva come Whitfield, così come Christy per aver rifiutato di continuare la relazione con Howard. Anche Vera e Howard stanno divorziando, da quando lei ha scoperto della relazione che Howard aveva con Christy e della sua intenzione di proporle di sposarla.
Mentre sia Christy che Brantley stanno traslocando dai loro uffici, si ritrovano nello stesso ascensore e si riconciliano, concependo un piano di vendetta contro Howard insieme a Vera. Alla fine, raccolgono abbastanza denaro, obbligazioni e azioni per rilevare la proprietà della Pemrose Corporation da Howard e per procedere con un'offerta pubblica di acquisto ostile della Davenport's Corporation. Vera, che già odia Howard per le sue pratiche commerciali inopportune, che stavano distruggendo l'impero di suo padre, rivela anche al consiglio la relazione extra-coniugale del marito. Licenziatolo lei lo sostituisce prontamente con Brantley, con Jean, la segretaria di Carlton, Christy e Melrose, collega di posta di Brantley al suo fianco. Mentre le guardie di sicurezza scortano Howard e il suo aiutante, Art Thomas, dal Pemrose Building, Brantley e Christy iniziano a pianificare insieme il loro futuro, personale e professionale.
Curiosità: Vi è un errore nel doppiaggio italiano, quando sono al ricevimento Michael J. Fox e Helen Slater si appartano vicino delle siepi. Quando stanno per congedarsi e raggiungere gli altri quest'ultima lo chiama Brantley, ma per lei in realtà è ancora solo e soltanto Whitfield, in quanto non sa ancora della doppia identità

## Colonna sonora
1. "The Secret of My Success" (Night Ranger)
2. "Sometimes the Good Guys Finish First" (Pat Benatar)
3. "I Burn for You" (Danny Peck & Nancy Shanks)
4. "Riskin' a Romance" (Bananarama)
5. "Gazebo" (David Foster)
6. "The Price of Love" (Roger Daltrey)
7. "Water Fountain" (David Foster)
8. "Don't Ask the Reason Why" (Restless Heart)
9. "3 Themes" (David Foster)
10. "Heaven and the Heartaches" (Taxxi)
11. "Oh Yeah" (Yello)
12. Walking on Sunshine (Katrina and the Waves)

Il brano Don't Ask the Reason Why è eseguito con un testo e con un titolo diverso dall'originale (Something I've got to do). Lo si può udire durante la scena in cui Brantley entra nell'ufficio lasciato vuoto da un "colletto bianco" appena licenziato, e che userà in seguito sotto le spoglie di Carlton Whitfield.

## Riconoscimenti
- 1988 - Golden Globe
  - Candidatura al premio per la migliore canzone originale a Jack Blades, David Foster, Tom Keane e Michael Landau per The Secret of My Success
- 1988 - BMI Film & TV Award
  - BMI Film Music Award a David Foster